# Каржовска махала
Каржовска махала е несъществуваща днес махала на днешната територия на България, община Кирково, област Кърджали. Махалата е била изоставена през 1923 г.
От Каржовата падина извира река Кирковска, наричана още Къзълач.